# Петропавлівська волость (Павлоградський повіт)
Петропавлівська волость — історична адміністративно-територіальна одиниця Павлоградського повіту Катеринославської губернії.
Станом на 1886 рік складалася з 1 поселення, 1 сільської громади. Населення — 5405 осіб (2700 чоловічої статі та 2705 — жіночої), 969 дворових господарств.
|                     | Площа, десятин | У тому числі орної, дес. |
| ------------------- | -------------- | ------------------------ |
| Сільських громад    | 17185          | 6680                     |
| Приватної власності | —              | —                        |
| Іншої власності     | 120            | 115                      |
| Загалом             | 17305          | 6795                     |

Єдине поселення волості:
- Петропавлівка — містечко при річці Бик в 50 верстах від повітового міста, 5405 осіб, 969 двір, 2 церкви православні, єврейський молитовний будинок, школа, земська лікарня, поштова станція, 4 горілчані склади, трактир, 3 постоялі двори, 28 лавок, 4 ярмарки.